# 村上誠一郎
村上 誠一郎（むらかみ せいいちろう、1952年〈昭和27年〉5月11日 - ）は、日本の政治家。自由民主党所属の衆議院議員（13期）、自由民主党愛媛県連常任顧問。総務大臣（第31・32代）、内閣総理大臣臨時代理就任順位第3位。
第2次小泉改造内閣・第3次小泉内閣で内閣府特命担当大臣（規制改革・産業再生機構）、第2次森改造内閣・第1次小泉内閣で財務副大臣などを務めた。
東京控訴院次席検事を務めた村上常太郎は祖父、通産官僚から衆議院議員を務めた村上信二郎は父である。衆議院議員で副総理を務めた岡田克也は義弟（妹の夫）。長男は愛媛県議の村上信太郎。

## 来歴
曾祖父が初代町長を務めた愛媛県越智郡宮窪町（現・今治市）生まれ。1965年（昭和40年）に東京教育大学附属小学校（現・筑波大学附属小学校）、1971年（昭和46年）に東京教育大学附属中学校・高等学校（現・筑波大学附属中学校・高等学校）を卒業。1977年、東京大学法学部第3類（政治コース）を卒業。大学時代は、第一高等学校・東京大学弁論部で活動する。
東大卒業後は河本敏夫の秘書を務める。
1983年（昭和58年）、第37回衆議院議員総選挙に旧愛媛2区（定数3）から無所属で出馬したが、森清、井原岸高、越智伊平と自民党候補が既に3人いたこともあり、落選。なお旧愛媛2区は父・信二郎の選出選挙区でもあるが、信二郎は1972年に議員在職のまま死去し、誠一郎は同年の補欠選挙に出馬しなかったために1983年の誠一郎の出馬まで別の自民党候補3人と社会党候補一人で定数3の議席を争う形の選挙区となっていた。

### 自民党公認・初当選以後

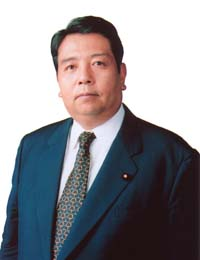
第2次小泉改造内閣入閣時に公表された肖像写真（2004年）

1986年（昭和61年）、選挙区の自民党公認候補の一人であった井原岸高が政界引退し、前回の無所属から自民党公認を受けて第38回衆議院議員総選挙に再び旧愛媛2区から出馬し、初当選。定数3人が全員自民党公認候補であった。新政策研究会（河本派）に所属。1996年10月に河本敏夫が政界引退後は、番町政策研究所へと改名された高村派に所属し、同派事務総長も務めた。
1990年（平成2年）、自由民主党遊説局長に就任。
1993年（平成5年）、自由民主党財政部会長に就任。同年3月、自民党愛媛県連会長に就任。1994年（平成6年）に、衆議院議事進行係に就任する。
1996年の第41回衆議院議員総選挙では、小選挙区比例代表並立制導入に伴い愛媛2区から出馬し、4選。以後、愛媛2区で連続9選。この頃は梶山静六の側近であった。
1997年、北側一雄によって村上大蔵委員長解任決議案を出される。
同年、道後温泉付近の「宝荘ホテル」にて田中寅彦と角落ちで将棋を指している。
同年、小沢一郎について、「政局を混乱に陥れた小沢氏は、はっきり言って極刑に値するでしょうね。」とコメントしている。
2001年、第2次森改造内閣で初代財務副大臣（原則として衆議院関係と日銀金融政策決定会合の担当）に任命され、第1次小泉内閣まで務める。
2003年自由民主党総裁選挙では派閥領袖の高村正彦の推薦人に名を連ねるが、高村は現職の小泉純一郎首相らに敗れ、落選した。翌年の2004年（平成16年）には第2次小泉改造内閣で内閣府特命担当大臣（規制改革、産業再生機構）として初入閣し、また、行政改革担当、構造改革特区・地域再生担当の国務大臣にも同時に就任した。2005年（平成17年）の郵政解散では当初閣議で異論を唱えたが、小泉首相の説得を受け、解散に同意した。第3次小泉内閣では全閣僚が再任され、第3次小泉改造内閣発足により退任。ポスト小泉をめぐる2006年自由民主党総裁選挙では谷垣禎一財務大臣を支持し推薦人にも名を連ねたが、谷垣は最下位に終わった。2007年自由民主党総裁選挙では福田康夫を、2008年自由民主党総裁選挙では与謝野馨の推薦人に名を連ねた。
2009年（平成21年）の第45回衆議院議員総選挙では自民党に逆風が吹き荒れる中、対立候補に比例復活を許さず8選。
2010年（平成22年）1月21日、高村派を退会。
2012年（平成24年）の第46回衆議院議員総選挙では愛媛2区で9選。なお、村上は小選挙区比例代表並立制の導入以降、5回の総選挙で対立候補に比例復活を許してこなかったが、この総選挙では初めて対立候補（日本維新の会公認・みんなの党推薦の西岡新）が比例四国ブロックで復活した。2014年（平成26年）の第47回衆議院議員総選挙では愛媛2区で10選。
2017年（平成29年）の第48回衆議院議員総選挙では愛媛2区で11選。2020年の自民党総裁選では石破茂の推薦人に名を連ねた。
2021年（令和3年）の自民党総裁選では議員会館で二つ隣の部屋に事務所がある岸田文雄に「ご自身の政策をおやりになりますか」と聞き「やる」と答えたから応援した」としたが、「首相になったら安倍路線を踏襲しているように見られている。全く残念です」とした。同年の第49回衆議院議員総選挙では愛媛2区で12選。
2022年（令和4年）10月12日、自民党の党紀委員会は、銃撃され死亡した安倍晋三元首相を「国賊」と発言したとされる村上について、党員としての品位をけがす行為に当たるとして1年間の党役職停止処分とすることを決めた。村上は発言について書面で「記憶はしていないが不用意な発言であり撤回したい」などと弁明したため、党紀委員会は発言が事実であると認定した。
2023年（令和5年）2月10日、衆議院小選挙区の「10増10減」に伴い愛媛県内の選挙区が4から3に減ることを受け、自民党は新しい区割りの愛媛2区の支部長に父や村上の対立候補として戦った前述の岸高の孫である井原巧（この時点では・愛媛3区）を充て、村上を比例代表候補とすることを決めた。

### 総務大臣就任

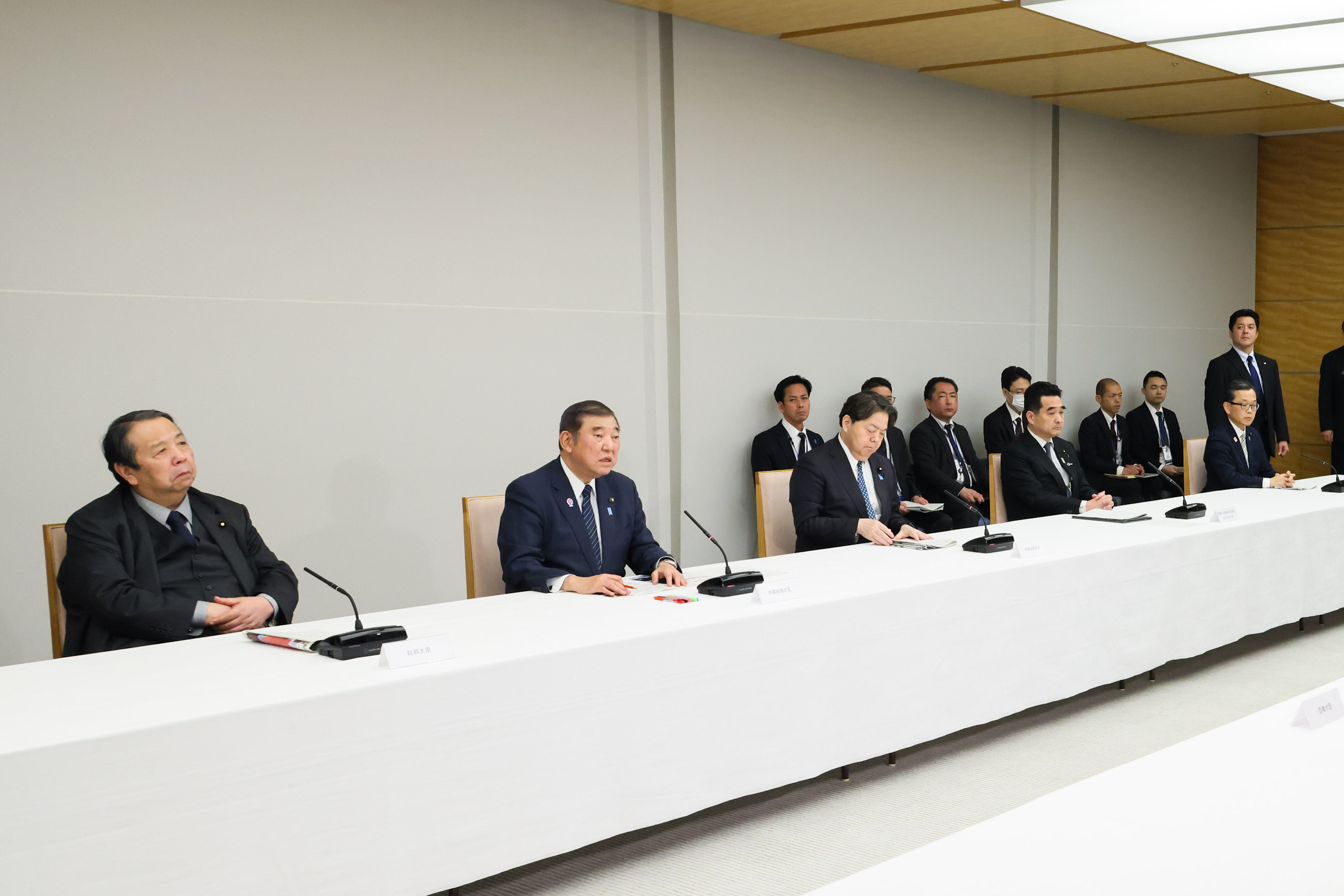
岩手県大船渡市の林野火災に関する関係閣僚会議。一番左が村上。（2025年3月7日）

2024年10月1日、岸田文雄首相の退陣に伴って発足した、第1次石破内閣において石破茂の推薦人を務めた村上は第31代総務大臣に就任した(閣議での席次は首相の左隣)。
第50回衆議院議員総選挙では自民党の比例四国ブロックで単独1位での立候補となり、政治資金パーティー収入の裏金問題が発覚したものの公認を得た井原巧の応援演説を「反社会勢力(統一教会)に選挙で応援され、裏金で政治活動をしていた人たちの政権に正統性があるのか」と発言(井原は世界平和連合が開催した「井原巧先生を励ます会」に出席し、統一教会の関連団体「天宙平和連合」が創設した世界平和国会議員連合による「日本・世界平和議員連合懇談会」を務めている)しつつも行っている。
同年11月11日に発足した第2次石破内閣において総務大臣に留任。

## 政策・主張

### 憲法
- 憲法改正について、2017年のアンケートで「どちらかといえば賛成」と回答[35]。2021年のアンケートで「どちらかといえば反対」と回答[36]。
- 9条改憲について、2021年の毎日新聞社のアンケートで「反対」と回答[37]。
- 憲法を改正し緊急事態条項を設けることについて、2021年の毎日新聞社のアンケートで「反対」と回答[37]。

### 外交・安全保障
- 安全保障関連法の成立について、2017年のアンケートで「どちらかと言えば評価しない」と回答[35]。
- 「他国からの攻撃が予想される場合には敵基地攻撃もためらうべきではない」との問題提起に対し、2021年のアンケートで「反対」と回答[36]。
- 「北朝鮮に対しては対話よりも圧力を優先すべきだ」との問題提起に対し、2017年、2021年のアンケートで「どちらとも言えない」と回答[35][36]。
- 普天間基地の辺野古移設について、2021年のアンケートで「どちらとも言えない」と回答[36]。
- 安倍内閣が推進している集団的自衛権行使のための憲法解釈変更に批判的な言動を続けており、「行政府が法解釈して自分で勝手にやれば、立憲主義を否定することになる[38]」「（ナチスと）同じ愚を繰り返す[39]」と発言している。2015年5月12日に開催された自民党の総務会では安全保障関連法案について「憲法が有名無実化する」「憲法改正なしで集団的自衛権を行使することには疑念がある」と反対したが、最終的に挙手採決に持ち込まれ、村上は途中退席し全会一致での了承となった[40][41]。一方、2012年の毎日新聞のアンケート[42]では、集団的自衛権行使のために憲法解釈を見直すべきだと回答しており、過去と現在の主張が異なっている。

### ジェンダー
- 選択的夫婦別姓制度の導入について、賛成[37]。「選択的夫婦別氏制度を早期に実現する議連」の顧問。
- 同性婚を可能とする法改正について、2017年、2021年のアンケートで「賛成」と回答[35][36]。
- 「LGBTなど性的少数者をめぐる理解増進法案を早期に成立させるべきか」との問題提起に対し、2021年のアンケートで「どちらとも言えない」と回答[36]。
- クオータ制の導入について、2021年のアンケートで「反対」と回答[37]。

### 原子力発電
- 2011年（平成23年）に発生した東京電力福島第一原発事故を受け、自身が委員長を務める自民党の福島原発事故究明に関する小委員会において、原子力発電所の再稼働に前向きな安倍政権に対し、再稼働に慎重な対応を求める提言を取りまとめた。
- 2013年（平成25年）10月4日に首相官邸を訪れた際は、「原発事故の原因究明と、事故を収束させることが喫緊の課題です」と首相の安倍晋三に申し入れを行った[43]。

### 特定秘密保護法
- 2013年（平成25年）11月26日、衆議院本会議で行われた特定秘密保護法案の採決に際し、体調不良を訴え、議場から退席。記者に対し「いろいろな問題が残っているのに、政治家として（賛成する）自信があるかと言ったら、あるわけない」「まだまだ議論の余地がある重要法案なのに、こう拙速に決めていいのか」と述べ、また「多数決は100人のうち99人が間違っていても、そっちが正義になっちゃうんだ。ファシズムなんていつでも起きる危険性があるんだよ」と、議会で大多数を占める与党による衆議院国家安全保障に関する特別委員会での採決を批判した[44]。自民党で投票を棄権したのは村上ただ一人である[40]。26年前のスパイ防止法案時に村上に同調し廃案にした前総裁の谷垣禎一や前副総裁の大島理森については「お二人とも偉くなられたので私が言及する立場にありません」としている[45]。

### 経済政策
- 第2次安倍内閣の経済政策について、2014年9月に「物価と消費税率だけ上がって給料が上がらない。方向転換しないといけない」「金融緩和の出口戦略を真剣に考えるべきだ」と述べた[46]。
- 財政規律派の急先鋒として知られ、消費増税を20%に上げることを主張[47]、2016年に安倍晋三首相が翌年の消費増税延期を決断した際には、「首相が言ったら全て従うのか。今後の見通しを示さないまま増税を見送って、誰が財政規律を体を張って守るのか。こんな自民党ではなかった」と批判した[48]。同じく消費増税延期で安倍首相と対立した野田毅らと共に、脱アベノミクスを考える「財政・金融・社会保障制度に関する勉強会」を立ち上げた[49]。その為、アベノミクスについては、2017年のアンケートでは「どちらとも言えない」と回答[50]。

### その他
- 官房長官時代の野中広務を「野中官房長官は小さい魚を食べる大きな魚だ。大魚は小魚を食べる時、パクッとやって、小骨を吐き出す。それが野中さんのやり方。だが、今回の『自自』は小沢さんという大骨がひっかかって、なかなか吐き出せないでいる」と評した[9]
- かつて後援会長は日本内航海運組合総連合会会長の真木克郎(2008年6月26日死去[51])が務めていた[52]。
- 安倍内閣による森友学園問題・加計学園問題への対応について、2017年のアンケートで「評価しない」と回答[35]。2022年には毎日新聞の取材に「森友・加計・桜を見る会は国民の不信を完全には払拭できていないのではないか。森友問題では近畿財務局の職員が自死に追い込まれた。これらの政治的、道義的責任は安倍氏の功績とは別次元の話です」と話しており、加計問題の焦点となった岡山理科大学獣医学部が自身の選挙区内の今治市に開設されたことから、疑惑が解明されていないことに、忸怩たる思いがあるという[53]。
- 森友学園への国有地売却をめぐる公文書改竄問題で、2021年5月6日、国は「赤木ファイル」の存在を初めて認めた[54]。しかし5月13日、菅義偉首相はファイルの存在を踏まえた再調査を行わない考えを報道各社に書面で示した[55]。9月の自民党総裁選挙で総裁に選出された岸田文雄も10月11日、衆議院本会議の代表質問で再調査の実施を否定した[56]。国の対応をどう考えるかとの同年の毎日新聞社のアンケートに対し「さらに調査や説明をすべき」と回答[37]。
- 「治安を守るためにプライバシーや個人の権利が制約されるのは当然だ」との問題提起に対し、2017年のアンケートで「どちらとも言えない」と回答[35]。
- 首相の靖国神社参拝について、2017年のアンケートで「どちらとも言えない」と回答[35]。
- 中選挙区復活を主張している。その際、連記式にすべきとしている[57]。
- 2002年（平成14年）、城山三郎が個人情報保護法案に反対し、「法案が通ったら私は『言論の死』の碑を建てる。そこに法案に賛成した議員全員の名前を記すつもりだ」と批判した。村上は自民党PRチームの会合で、「法案内容を言うのでなく、こうした発言自体が言論統制じゃないか。城山さんは多分ボケているから（反対論を）言ったんだと思う。抗議すべきだ」と城山を非難した[58]。なお、個人情報保護法は2003年（平成15年）に可決している。
- 永住外国人への地方選挙権付与に反対しており、2000年（平成12年）11月、「外国人参政権の慎重な取り扱いを要求する超党派の国会議員の会」を結成し会長に就任。なお前年の1999年（平成11年）、外国人参政権を党を挙げて推進する公明党が与党に加わっている。
- 2010年（平成22年）1月20日、「外国人参政権の慎重な取り扱いを要求する国会議員の会」の会合で、民主党や公明党などが成立を目指す外国人参政権について「党を挙げて命がけで対応しなければならない」と訴えた[59]。また、この会合で同会は外国人参政権に反対する方針で一致し[60]、民主党政権が永住外国人に地方参政権を付与する法案を提出した場合、成立阻止に全力を挙げることで一致した[61]。
- 女性宮家に反対していた[42]。2017年の第48回衆議院選、2021年の第49回衆議院選での毎日新聞の候補者アンケートでは賛成に転じている[62][37]。
- 菅義偉内閣による日本学術会議会員の任命問題については、言語道断として、「学問への畏敬の念、リスペクトがあまりになさ過ぎる」、「説明が必要」としている[63]。
- 元内閣総理大臣の安倍晋三の国葬に反対した。毎日新聞のインタビューに「非業の死を遂げた方を弔うのは自分としても感情的には理解できる」としながらも、「判断の明確な基準が必要です。例えば佐藤栄作さんや中曽根さん、おじいさまの岸信介さんも国葬ではなかった。なぜ安倍さんだけ国葬なのかというと、なかなか説明が難しい」「時の政権の恣意的なやり方だとの批判を免れない。もう少し腰を据えて幅広く考えるべきだったのではないか」と話している[53]。当選同期で元内閣総理大臣の鳩山由紀夫はtwitterで村上から電話があったと明かし、「安倍元総理の国葬はおかしいと思うが永田町では面と向かっておかしいと言う議員がいないと。それでキャンペーンを張ろうと思うが名前を貸してくれと（伝えられた）。もちろん喜んでと答えた」と投稿した[64]。2022年9月20日には、国葬への欠席を表明し、安倍の政権運営についても「財政、金融、外交をぼろぼろにし、官僚機構まで壊して、旧統一教会に選挙まで手伝わせた。私から言わせれば国賊だ」と語った[65][66]。翌21日には「責任は重いと言いたかった。国賊という言葉を使ったかは覚えていない」と釈明した[67]。
- 世界平和統一家庭連合（旧統一教会）については、「私は応援してもらっていません。統一教会系からの選挙応援や秘書を派遣してもらうかどうかは個々の議員の考え方次第ですが、霊感商法や家庭崩壊などの問題があると言われている団体から応援を受けるのはいかがなものかというのが私の判断です」としている[53]。
- 今世紀末に日本の人口が半減するとの推計を踏まえ、「今の1700以上の市町村の構成が難しい。全国300か400の市で済む」、「極端なことを言うと、県庁も全部いらないし、道州制も意味がない」と述べた[68]。
- 小選挙区比例代表並立制に関して、2025年5月15日の衆院政治改革特別委員会で「（導入から）三十数年が経ったが、ある程度、限界に近づいてきた」と述べた。村上は、「党の公約が決まって、自分の政策が反映できない」と主張。中選挙制度の時は「同じ党内からいっぱい（候補者が）出るので、切磋琢磨（せっさたくま）があり、自分の個性と政策をぶつけていけた」と強調し、「色々な選択肢がある方が有権者も選べる」と有権者にメリットがあるとした。さらに、小選挙区制の導入で選挙区が極端に狭い所と広い所が生まれたと指摘。「特に国政選挙はある程度、広めじゃないと妥当な結果が出ない気がする」と述べた。「各党協議で何がベターなのかを話し合う時期に来た」とし、制度改正の必要性にも触れた[69]。

## 政治資金
義弟の岡田克也議員の実父である実業家の岡田卓也から2015年2月12日に100万円の寄付金を得ている。その寄付金が平成27年度(2015年度)の政治団体や個人からの寄付の約4分の1を占めている。

## 選挙歴
| 当落 | 選挙                   | 執行日         | 年齢 | 選挙区           | 政党       | 得票数     | 得票率 | 定数 | 得票順位 /候補者数 | 政党内比例順位 /政党当選者数 |
| ---- | ---------------------- | -------------- | ---- | ---------------- | ---------- | ---------- | ------ | ---- | ------------------ | ---------------------------- |
| 落   | 第37回衆議院議員総選挙 | 1983年12月18日 | 31   | 旧愛媛県第2区    | 無所属     | 5万1423票  | 16.84% | 3    | 4/6                | /                            |
| 当   | 第38回衆議院議員総選挙 | 1986年07月06日 | 34   | 旧愛媛県第2区    | 自由民主党 | 7万9171票  | 25.07% | 3    | 2/5                | /                            |
| 当   | 第39回衆議院議員総選挙 | 1990年02月18日 | 37   | 旧愛媛県第2区    | 自由民主党 | 6万4084票  | 20.29% | 3    | 3/5                | /                            |
| 当   | 第40回衆議院議員総選挙 | 1993年07月18日 | 41   | 旧愛媛県第2区    | 自由民主党 | 7万2924票  | 24.43% | 3    | 1/4                | /                            |
| 当   | 第41回衆議院議員総選挙 | 1996年10月20日 | 44   | 愛媛県第2区      | 自由民主党 | 11万8966票 | 70.32% | 1    | 1/3                | /                            |
| 当   | 第42回衆議院議員総選挙 | 2000年06月25日 | 48   | 愛媛県第2区      | 自由民主党 | 11万3616票 | 24.08% | 1    | 1/3                | /                            |
| 当   | 第43回衆議院議員総選挙 | 2003年11月09日 | 51   | 愛媛県第2区      | 自由民主党 | 9万9208票  | 58.32% | 1    | 1/4                | /                            |
| 当   | 第44回衆議院議員総選挙 | 2005年09月11日 | 53   | 愛媛県第2区      | 自由民主党 | 11万5297票 | 59.21% | 1    | 1/3                | /                            |
| 当   | 第45回衆議院議員総選挙 | 2009年08月30日 | 57   | 愛媛県第2区      | 自由民主党 | 9万4843票  | 47.99% | 1    | 1/4                | /                            |
| 当   | 第46回衆議院議員総選挙 | 2012年12月16日 | 60   | 愛媛県第2区      | 自由民主党 | 7万7078票  | 46.76% | 1    | 1/4                | /                            |
| 当   | 第47回衆議院議員総選挙 | 2014年12月14日 | 62   | 愛媛県第2区      | 自由民主党 | 5万7168票  | 48.03% | 1    | 1/4                | /                            |
| 当   | 第48回衆議院議員総選挙 | 2017年10月22日 | 65   | 愛媛県第2区      | 自由民主党 | 6万2516票  | 48.85% | 1    | 1/4                | /                            |
| 当   | 第49回衆議院議員総選挙 | 2021年10月31日 | 69   | 愛媛県第2区      | 自由民主党 | 7万2861票  | 57.49% | 1    | 1/3                | /                            |
| 当   | 第50回衆議院議員総選挙 | 2024年10月27日 | 72   | 比例四国ブロック | 自由民主党 | ーー票     | ーー   | 6    | /                  | 1/3                          |

## 不祥事

### 情報流出
- 2006年（平成18年）3月21日、パソコンソフトWinnyのコンピュータウイルス感染により、第44回衆議院議員総選挙の際に村上の選挙事務所が使用した後援会幹部の名簿や内部文書など、個人情報を含んだ資料が漏洩していたことが判明した[71]。

## 所属団体・議員連盟
- 自民党たばこ議員連盟[72]
- 日本会議国会議員懇談会[73]
- みんなで靖国神社に参拝する国会議員の会[73]
- 外国人参政権の慎重な取り扱いを求める国会議員の会（会長）
- 選択的夫婦別氏制度を早期に実現する議連（顧問）
- 海事振興連盟（副会長）

## 人物

### 国会内統計
国会議員白書によると、1986年7月の初当選から、2022年時点で衆議院委員会内在籍時通算出席回数907回発言回数123回。在籍期別各種会議出席30回・発言数3回。
1986年7月の初当選から、2022年時点で本会議発言統計衆議院在籍時通算17回18833文字（41期（1996/10/20～2000/06/24）12回10205文字）。

### 体格
体重110kgを超す巨漢で、スーツは特注。ニックネームは「兄者」や「政界の小錦」。本人曰く、何をやっても痩せないとのこと。

### 趣味・特技
クラシック音楽、漢詩、映画鑑賞、将棋が趣味。

### 家族・親族
村上本人によれば、戦国時代に名を馳せた村上海賊の子孫で18代目である。
- 曽祖父 村上紋四郎（愛媛県漁業組合長、政治家・衆議院議員、今治市長、愛媛県議会議長、初代宮窪村長）
- 祖父 村上常太郎（司法官僚・東京控訴院次席検事、弁護士）
- 父 村上信二郎（通産官僚・防衛庁官房審議官、政治家・衆議院議員）
- 妹 岡田多津子[79]（通産官僚・衆議院議員岡田克也（三重県）の妻）
- 伯父 村上孝太郎（大蔵官僚・大蔵事務次官、政治家・参議院議員）
- 叔父 村上清（日本団体生命保険取締役）
  - 長女[80]　
  - 長男 村上信太郎（愛媛県議会議員[81][82]、村上誠一郎後援会代表[83]、村上誠一郎元秘書[84]）。
    - 孫がいる[85]。
- 元大蔵官僚の森田一（元運輸大臣）は遠縁の親戚に当たる。村上がかつての部下にあたる玉木雄一郎（元財務官僚、現国民民主党代表）を森田に紹介したことがきっかけとなり、森田の長女である渡辺満子が香川県において玉木の選挙活動を手伝うようになった[86]。

### 系譜
村上家（愛媛県今治市）
| 村上伊勢吉 | 村上伊勢吉 | 村上伊勢吉 | 村上伊勢吉 | 村上伊勢吉 | 村上伊勢吉 |  |  | 村上紋四郎 | 村上紋四郎 | 村上紋四郎 | 村上紋四郎 | 村上紋四郎 | 村上紋四郎 |  |  | 村上常太郎     | 村上常太郎     | 村上常太郎     | 村上常太郎     | 村上常太郎     | 村上常太郎     |  |  | 村上孝太郎 | 村上孝太郎 | 村上孝太郎 | 村上孝太郎 | 村上孝太郎 | 村上孝太郎 |  |  |            |            |            |            |            |            |  |  |            |            |            |            |            |            |
| 村上伊勢吉 | 村上伊勢吉 | 村上伊勢吉 | 村上伊勢吉 | 村上伊勢吉 | 村上伊勢吉 |  |  | 村上紋四郎 | 村上紋四郎 | 村上紋四郎 | 村上紋四郎 | 村上紋四郎 | 村上紋四郎 |  |  | 村上常太郎     | 村上常太郎     | 村上常太郎     | 村上常太郎     | 村上常太郎     | 村上常太郎     |  |  | 村上孝太郎 | 村上孝太郎 | 村上孝太郎 | 村上孝太郎 | 村上孝太郎 | 村上孝太郎 |  |  |            |            |            |            |            |            |  |  |            |            |            |            |            |            |
|            |            |            |            |            |            |  |  |            |            |            |            |            |            |  |  | 村上隆逸(分家) | 村上隆逸(分家) | 村上隆逸(分家) | 村上隆逸(分家) | 村上隆逸(分家) | 村上隆逸(分家) |  |  | 村上信二郎 | 村上信二郎 | 村上信二郎 | 村上信二郎 | 村上信二郎 | 村上信二郎 |  |  | 村上誠一郎 | 村上誠一郎 | 村上誠一郎 | 村上誠一郎 | 村上誠一郎 | 村上誠一郎 |  |  | 村上信太郎 | 村上信太郎 | 村上信太郎 | 村上信太郎 | 村上信太郎 | 村上信太郎 |
|            |            |            |            |            |            |  |  |            |            |            |            |            |            |  |  | 村上隆逸(分家) | 村上隆逸(分家) | 村上隆逸(分家) | 村上隆逸(分家) | 村上隆逸(分家) | 村上隆逸(分家) |  |  | 村上信二郎 | 村上信二郎 | 村上信二郎 | 村上信二郎 | 村上信二郎 | 村上信二郎 |  |  | 村上誠一郎 | 村上誠一郎 | 村上誠一郎 | 村上誠一郎 | 村上誠一郎 | 村上誠一郎 |  |  | 村上信太郎 | 村上信太郎 | 村上信太郎 | 村上信太郎 | 村上信太郎 | 村上信太郎 |
|            |            |            |            |            |            |  |  |            |            |            |            |            |            |  |  |                |                |                |                |                |                |  |  |            |            |            |            |            |            |  |  |            |            |            |            |            |            |  |  |            |            |            |            |            |            |
|            |            |            |            |            |            |  |  |            |            |            |            |            |            |  |  |                |                |                |                |                |                |  |  | 村上清     | 村上清     | 村上清     | 村上清     | 村上清     | 村上清     |  |  | 岡田多津子 | 岡田多津子 | 岡田多津子 | 岡田多津子 | 岡田多津子 | 岡田多津子 |  |  |            |            |            |            |            |            |
|            |            |            |            |            |            |  |  |            |            |            |            |            |            |  |  |                |                |                |                |                |                |  |  | 村上清     | 村上清     | 村上清     | 村上清     | 村上清     | 村上清     |  |  | 岡田多津子 | 岡田多津子 | 岡田多津子 | 岡田多津子 | 岡田多津子 | 岡田多津子 |  |  |            |            |            |            |            |            |
|            |            |            |            |            |            |  |  |            |            |            |            |            |            |  |  |                |                |                |                |                |                |  |  |            |            |            |            |            |            |  |  |            |            |            |            |            |            |  |  |            |            |            |            |            |            |
|            |            |            |            |            |            |  |  |            |            |            |            |            |            |  |  | 岡田惣一郎     | 岡田惣一郎     | 岡田惣一郎     | 岡田惣一郎     | 岡田惣一郎     | 岡田惣一郎     |  |  | 岡田卓也   | 岡田卓也   | 岡田卓也   | 岡田卓也   | 岡田卓也   | 岡田卓也   |  |  | 岡田克也   | 岡田克也   | 岡田克也   | 岡田克也   | 岡田克也   | 岡田克也   |  |  |            |            |            |            |            |            |
|            |            |            |            |            |            |  |  |            |            |            |            |            |            |  |  | 岡田惣一郎     | 岡田惣一郎     | 岡田惣一郎     | 岡田惣一郎     | 岡田惣一郎     | 岡田惣一郎     |  |  | 岡田卓也   | 岡田卓也   | 岡田卓也   | 岡田卓也   | 岡田卓也   | 岡田卓也   |  |  | 岡田克也   | 岡田克也   | 岡田克也   | 岡田克也   | 岡田克也   | 岡田克也   |  |  |            |            |            |            |            |            |

## 著書
- 石破茂、内田樹、御厨貴、前川喜平、古賀茂明、望月衣塑子、小沢一郎との共著『自民党失敗の本質』宝島社、2021年10月8日。ISBN 4299021312。

## 出演
- ビデオニュース・ドットコム（2020年9月2日、2024年5月18日）
- デモクラシータイムス（YouTube、不定期）